# 7318 Dyukov
7318 Dyukov (1969 OX) là một tiểu hành tinh vành đai chính được phát hiện ngày 17 tháng 7 năm 1969 bởi B. A. Burnasheva ở Đài vật lý thiên văn Crimean.